# Eustala cepina
Eustala cepina là một loài nhện trong họ Araneidae.
Loài này thuộc chi Eustala. Eustala cepina được Charles Athanase Walckenaer miêu tả năm 1842.